# 罗尔维莱尔
罗尔维莱尔（法語：Rohrwiller，法語發音：[ʁoʁvilɛʁ]）是法国下莱茵省的一个市镇，属于阿格诺-维桑堡区。

## 地理
罗尔维莱尔（48°45'20"N, 7°54'19"E）面积2.95 平方千米，位于法国大東部大區下莱茵省，该省份为法国大陆部分最东部的省份，是阿尔萨斯的一部分，今与上莱茵省组成了阿尔萨斯欧洲集体，其南至上莱茵省，西南接孚日省和默尔特-摩泽尔省，西接摩泽尔省，北与德国接壤。
与罗尔维莱尔接壤的市镇（或旧市镇、城区）包括：比什维莱尔、德吕瑟奈姆、埃尔利赛姆、莫代尔河畔奥伯奥芬、韦埃尔桑。
罗尔维莱尔的时区为UTC+01:00、UTC+02:00（夏令时）。

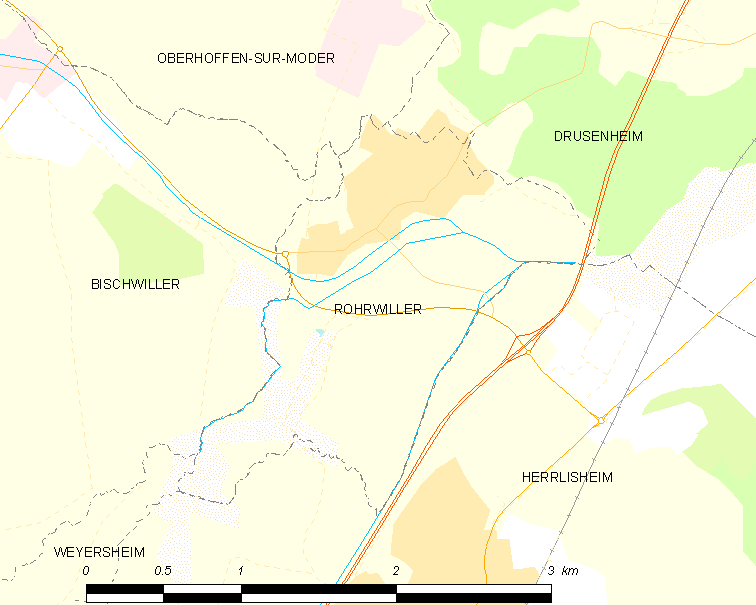
罗尔维莱尔的OSM定位图

## 行政
罗尔维莱尔的邮政编码为67410，INSEE市镇编码为67407。

## 政治
罗尔维莱尔所属的省级选区为比什维莱尔县。

## 人口

1962-2008年间罗尔维莱尔人口变化图示

罗尔维莱尔于2022年1月1日时的人口数量为1609人。